# فهرست پرچم‌های پرتغال
در زیر فهرست پرچم‌های مرتبط با پرتغال آورده شده‌است.

## پرچم ملی
| پرچم | تاریخ              | کاربرد          | شرح                                                                |
| ---- | ------------------ | --------------- | ------------------------------------------------------------------ |
|      | ۳۰ ژوئن ۱۹۱۱-اکنون | پرچم ملی پرتغال | یک مستطیل سبز و سرخ با نشان ملی پرتغال (یک حلقه‌دار و سپر پرتغالی). |

## منطقه‌های خود مختار
| پرچم | تاریخ       | کاربرد       | شرح                                                                |
| ---- | ----------- | ------------ | ------------------------------------------------------------------ |
|      | ۱۹۷۹–تاکنون | پرچم آزور.   | این پرچم شبیه پرچم پرتغال در بین سال‌های ۱۸۳۰ و ۱۹۱۰ است.           |
|      | ۱۹۷۸–تاکنون | پرچم مادیرا. | یک سه‌گانه عمودی آبی طلایی آبی با یک صلیب سفید با مرز قرمز در مرکز. |

## پایتخت‌ها

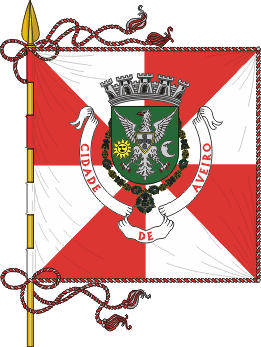
پرچم آویرو
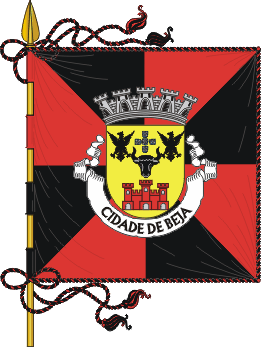
پرچم بژا
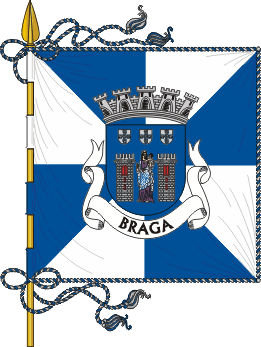
پرچم براگا
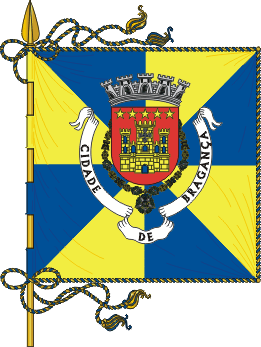
پرچم براگانسا
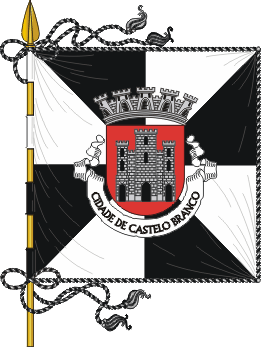
پرچم کاستلو برانکو
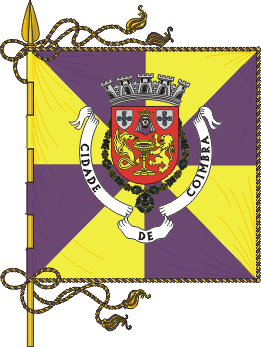
پرچم کویمبرا
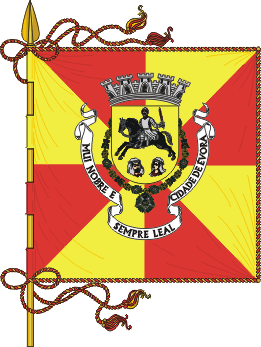
پرچم اوورا
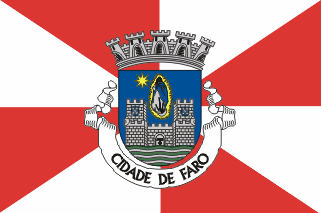
پرچم فارو
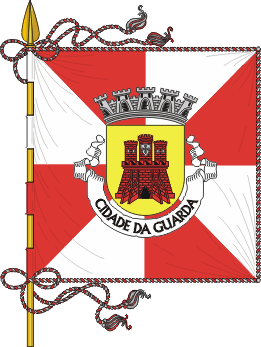
پرچم گوآردا
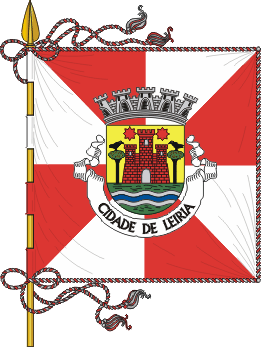
پرچم لیریا
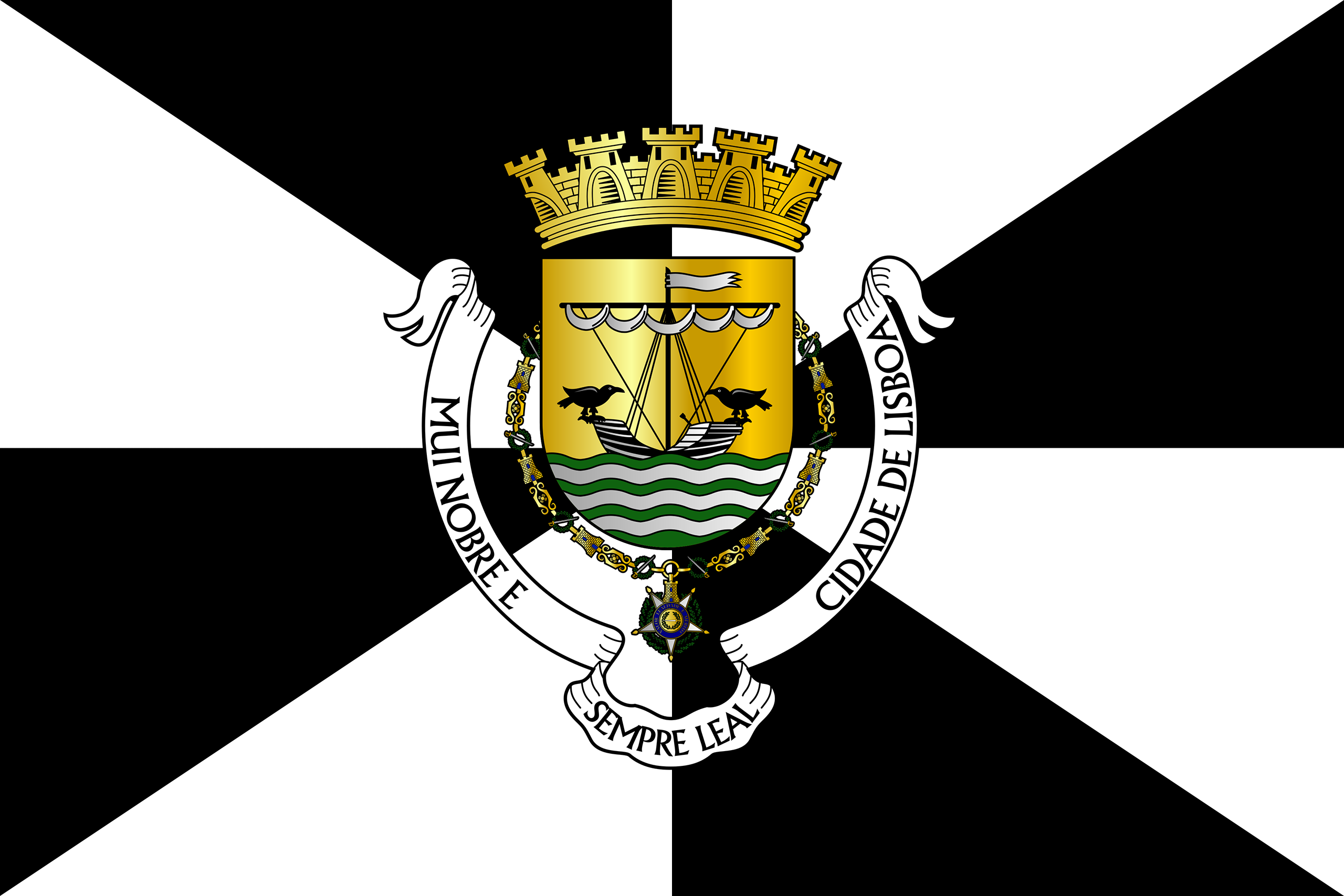
پرچم لیسبون
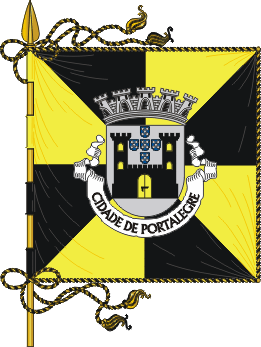
پرچم پرتالگره
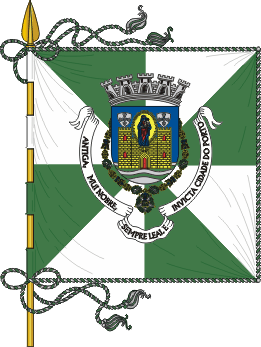
پرچم پورتو
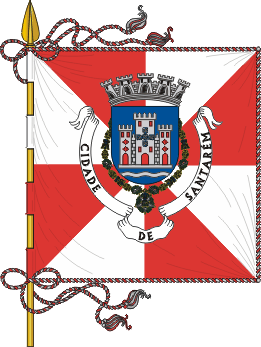
پرچم سانتاری
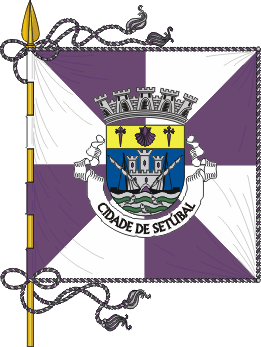
پرچم ستوبال
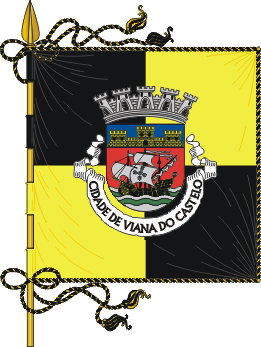
پرچم ویانا دو کاستلو
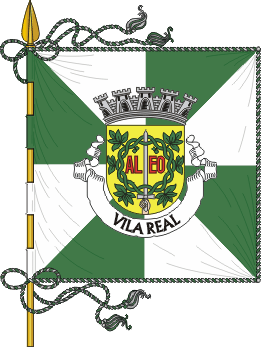
پرچم ویلا رئال
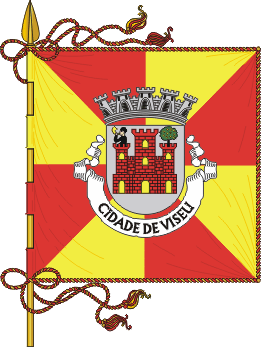
پرچم ویزئو

## پرچم‌های دولتی
| پرچم | تاریخ       | کاربرد                    | شرح |
| ---- | ----------- | ------------------------- | --- |
|      | ۱۹۱۱–تاکنون | پرچم رئیس‌جمهور پرتغال     | یک مستطیل سبز با نشان ملی.                                                                                |
|      | ۲۰۰۶–تاکنون | پرچم مجلس جمهوری (پرتغال) | یک مستطیل سفید با کناره سبز و نشان ملی.                                                                   |
|      | ۱۹۷۲–تاکنون | پرچم نخست‌وزیر             | این پرچم مانند پرچم رئیس‌جمهور است، اما زمینه سفید یک ضربدر سبز دارد.                                      |
|      | ۱۹۱۱–تاکنون | پرچم وزارت                | همان پرچم نخست‌وزیر، اما بدون مرز قرمز است.                                                                |
|      | ۱۹۱۱–۱۹۷۴   | پرچم وزیر نیروی دریایی    | زمینه سفید با عبور سبز سنت جورج، با نشان در مرکز.                                                         |
|      | ۱۹۵۲–تاکنون | پرچم وزیر دفاع            | تنها پرچمی که سبک پرچم ملی را دنبال نمی‌کند.                                                               |
|      | ۱۹۱۱–۱۹۷۴   | پرچم وزیر جنگ / ارتش      | پرچم به صورت عمودی مانند ارتش تقسیم شده‌است با پنج ستاره سفید در یک حلقه. پرچم در حال حاضر استفاده نمی‌شود. |
|      | ۱۹۱۱-تاکنون | پرچم فرماندار عمومی       | از سال ۲۰۱۱ استفاده نشده‌است.                                                                              |

## پرچم‌های نظامی
| پرچم | تاریخ                | کاربرد              | شرح |
| ---- | -------------------- | ------------------- | --- |
|      | ۳۰ ژوئن ۱۹۱۱ –تاکنون | نیروهای مسلح پرتغال | به‌طور مساوی به سبز و قرمز تقسیم شده با نشان ملی که توسط دو برگ بو زرد بسته شده‌است. طومار سفید از لوئیس دکاموئش در زیر آن که نوشته "این کشور سرزمین دوست داشتنی من است". |
|      | ۳۰ ژوئن ۱۹۱۱ –تاکنون | نیروی دریایی پرتغال | یک مربع با میدان قرمز حاشیه سبز به همراه نشان ملی در مرکز. |

## پرچم‌های تاریخی

### پرچم‌های ملی
| Flagپرچمwidth="100" \|تاریخ | کاربرد              | شرح                 |  |
| --------------------------- | ------------------- | ------------------- |  |
|                             | ۱۰۹۵–۱۱۴۳           |                     |  |
|                             | ۱۱۴۳–۱۱۸۵           |                     |  |
|                             | ۱۱۸۵–۱۲۴۸           |                     |  |
|                             | ۱۲۴۸–۱۳۸۵           |                     |  |
|                             | ۱۳۸۵–۱۴۸۵           |                     |  |
|                             | ۱۴۸۵–۱۴۹۵           |                     |  |
|                             | ۱۴۹۵–۱۵۲۱           |                     |  |
|                             | ۱۵۲۱–۱۵۷۸           |                     |  |
|                             | ۱۵۷۸–۱۶۴۰           |                     |  |
|                             | ۱۶۱۶–۱۶۴۰           |                     |  |
|                             | ۱۶۴۰–۱۶۶۷           |                     |  |
|                             | ۱۶۶۷–۱۷۰۶           |                     |  |
|                             | ۱۷۰۶–۱۷۵۰ ۱۸۲۶–۱۸۳۰ |                     |  |
|                             | ۱۷۵۰–۱۸۱۶           |                     |  |
|                             | ۱۸۱۶–۱۸۲۶           |                     |  |
|                             | ۱۸۳۰–۱۹۱۰           |                     |  |
|                             | ۱۸۳۰–۱۹۱۰           | در دریا به کار رفته |  |

### پرچم‌های خارج از کشور
| پرچم | تاریخ     | کاربرد              | شرح |
| ---- | --------- | ------------------- | --- |
|      | ۱۹۷۵–۱۹۹۹ | پرچم دولت ماکائو    |     |
|      |           | پرچم شهرداری ماکائو |     |